# Норман Рамзи
Норман Рамзи (на английски: Norman F. Ramsey) е американски физик, носител на Нобелова награда за физика за 1989 г.

## Биография
Роден е на 27 август 1915 г. във Вашингтон, САЩ. Завършва гимназия на 15-годишна възраст. През 1931 г., по време на Голямата депресия, започва да учи математика в Колумбия Колидж (Columbia College). След дипломирането си през 1935, записва втора бакалавърска степен по физика в Кеймбриджкия университет.
От 1947 г. е професор по физика в Харвард, където преподава 40 години. Заема различни постове в НАТО и Комисията за атомна енергия на САЩ. Награден е с Нобеловата награда за изобретяването на метода на разделените осцилиращи полета, чието важно приложение е в конструирането на атомни часовници.
Умира на 4 ноември 2011 г. на 96-годишна възраст.